# Виктор Д’Онт
Виктор д’Онт (зфлам. Victor D’Hondt, 20. новембар 1841 — 30. мај 1901) је био белгијски адвокат, професор грађанског права и математичар. Године 1878, развио је систем расподеле посланичких мандата приликом вишепартијских избора. Тај систем, који благо фаворизује јаке странке спрам слабих, назван је, по њему, Д’Онтов систем или систем највећих количника.
Д'Онтов систем се користи на парламентарним изборима земаља као што су: Аргентина, Аустрија, Белгија, Бугарска, Велс, Еквадор, Израел, Исланд, Јапан, Колумбија, Мађарска, Македонија, Парагвај, Пољска, Португал, Румунија, Словенија, Србија, Турска, Финска, Холандија, Хрватска, Чешка, Чиле, Шкотска и Шпанија.